# Gregorio Asbesta
Gregorio Asbesta (in lingua greca Γρηγόριος Ἀσβεστᾶς; fl. IX secolo) è stato un arcivescovo italiano vissuto nel IX secolo.

## Biografia
Fu un influente arcivescovo di Siracusa per tre periodi diversi (844 – circa 852/3, 858–867 e 877–878/9) e successivamente (879–880) metropolita di Nicea. 
Protettore del patriarca di Costantinopoli Metodio I, giocò un importante ruolo nei conflitti della chiesa del tempo, divenendo uno dei principali oppositori del rivale e successore di Metodio, Ignazio, che lo detronizzò. A seguito di ciò Asbesta si appellò a papa Leone IV provocando un conflitto giurisdizionale tra Roma e Costantinopoli. Divenne quindi uno stretto alleato dell'altro oppositore di Ignazio, Fozio  (autore del cosiddetto scisma foziano), che, quando Ignazio venne deposto dal patriarcato e da lui sostituito, nel 858, ripristinò Asbesta come arcivescovo, e fu questi che consacrò Fozio. Venne nuovamente deposto durante il secondo patriarcato di Ignazio (858–867) e poi ripristinato da Fozio. 
Scrisse una Vita di Metodio e si dice autore di caricature ridicole di Ignazio, ma nessuna di esse è giunta ai nostri giorni.